# Tara Teigen
Tara Teigen (Calgary, 28 giugno 1975) è un'ex snowboarder canadese.

## Biografia
Specializzata nell'halfpipe e attiva a livello internazionale dal 1996, la Teigen ha debuttato in Coppa del Mondo il 25 febbraio dello stesso anno, giungendo 5ª a Calgary. Il 14 dicembre successivo ha ottenuto il suo primo podio, chiudendo 3ª a Calgary, per poi imporsi nella gara del giorno seguente. Nella stessa stagione 1996-1997 si è aggiudicata la Coppa del Mondo di halfpipe.
In carriera ha preso parte a una rassegna olimpica e a una iridata.

## Palmarès

### Coppa del Mondo
- Vincitrice della Coppa del Mondo di halfpipe nel 1997
- 2 podi:
  - 1 vittoria
  - 1 terzo posto

#### Coppa del Mondo - vittorie
| Data             | Luogo    | Paese  | Disciplina |
| ---------------- | -------- | ------ | ---------- |
| 15 dicembre 1996 | Whistler | Canada | HP         |

Legenda:

HP = Halfpipe